# Total intravenöse Anästhesie

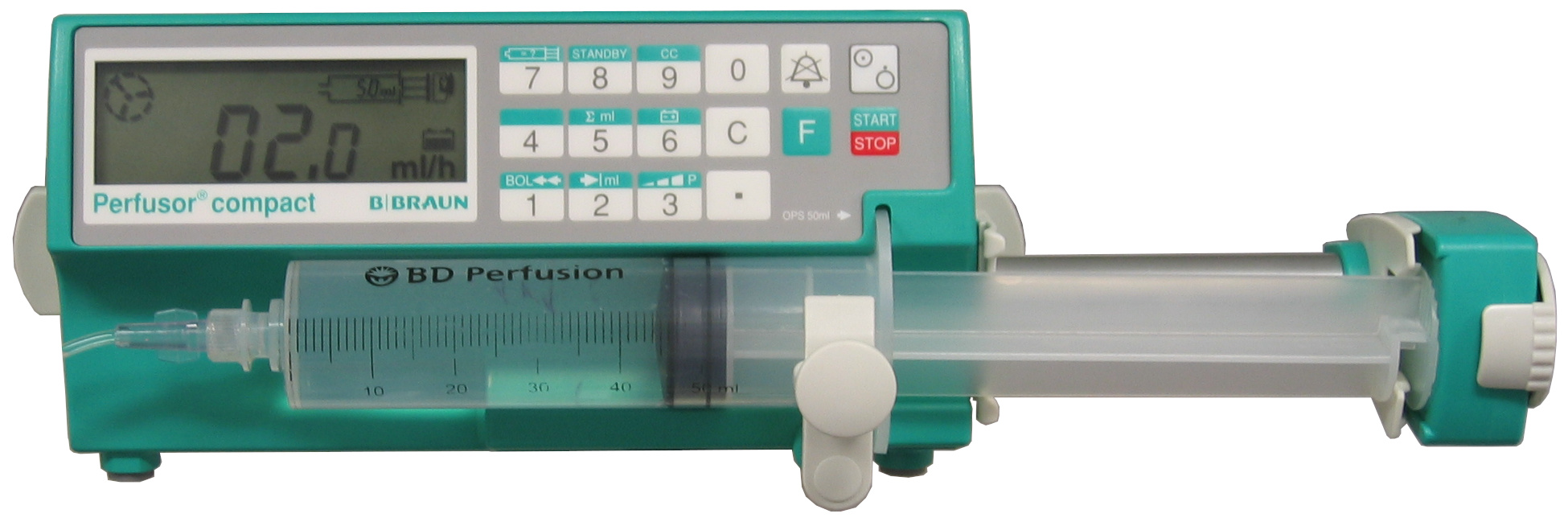
Spritzenpumpe zur kontinuierlichen Zufuhr von Anästhetika

Eine total intravenöse Anästhesie (TIVA) ist eine Form der Allgemeinanästhesie („Narkose“), die auf den Einsatz von Inhalationsanästhetika verzichtet und den Bewusstseinsverlust und die Schmerzfreiheit ausschließlich durch intravenöse Zufuhr von Schlafmitteln (Hypnotika) und Schmerzmitteln (Analgetika) herbeiführt.
Gewöhnlich bezeichnet man als TIVA (total intravenöse Anästhesie) die Zufuhr kurzwirksamer Hypnotika (meist Propofol) und Analgetika (meist Opioide, z. B. Remifentanil) mit Hilfe programmierbarer Spritzenpumpen. Dabei werden Bewusstsein und Schmerzempfindung ausgeschaltet. Bedingt durch die sehr kurze Wirkdauer der genannten Medikamente ist die Anästhesie sehr gut steuerbar und die Erholungsphase infolge der geringen Kumulationseffekte auch nach längerer Narkosedauer vergleichsweise sehr kurz. Nach langer Infusion kann die Aufwachdauer allerdings etwas verlängert sein. Dies ist abhängig von der kontextsensitiven Halbwertszeit der Wirkstoffe. Eine Sonderform der TIVA ist die Target Controlled Infusion (TCI), bei der ein Computer die Zufuhr anhand eines gewünschten und einprogrammierbaren Wirkstoffspiegels im Blutplasma automatisch bestimmt.
Die Abgrenzung der TIVA zur kontinuierlichen Sedierung – etwa in der Intensivmedizin – ist fließend. Bei der Sedierung ist der Patient weniger tief narkotisiert (vgl. Richmond Agitation Sedation Scale); es werden oft auch längerwirksame Stoffe wie Sufentanil und Midazolam eingesetzt.
Der Begriff „Totale intravenöse Anästhesie“ entstand in den 1970er-Jahren und geht möglicherweise auf Brian Kay zurück. Ketamin wurde allerdings schon zuvor, auch in Kombination mit Diazepam, im Sinne einer TIVA eingesetzt. Die spätere Etablierung der TIVA war, nach vorangegangenen Versuchen mit Etomidat als Hypnotikum, wesentlich mit der Einführung des Schlafmittels Propofol verbunden.

## Indikationen
- Patienten mit dem Risiko einer malignen Hyperthermie
- Fehlende Applikationsmöglichkeit von Narkosegasen, etwa im Rettungsdienst, Intensivtransport oder bei interventionellen Eingriffen
- Patienten mit erhöhtem Hirndruck

Relative Indikationen, die nicht zwingendermaßen eine TIVA erfordern, sind
- Patienten mit bekannter postoperativer Übelkeit und Erbrechen
- Eine Ein-Lungen-Beatmung in der Thoraxchirurgie: Eine ungünstige Beeinflussung der hypoxisch pulmonalen Vasokonstriktion in der nicht beatmeten Lunge bei der Verwendung volatiler Anästhetika (Narkosegase) ist wissenschaftlich erwiesen.
- Anästhesien mit besonderen Anforderungen an die Steuerbarkeit der Anästhesietiefe und/oder der Notwendigkeit einer kurzen Erholungsphase nach dem Eingriff (z. B. ambulante Anästhesie).